# Певец в Маске (Мексика)
Певец в Маске (Мексика) (Англ. The Masked Singer Mexico) — мексиканское реалити-шоу, премьера которого состоялась на телеканале Las Estrellas 25 Августа 2019 года. Это часть франшизы «Певец в маске», которая началась в Южной Корее, и в ней знаменитости поют песни, одетые в костюмы и маски, скрывающие их личность. Ведущий — Омар Чапарро, в программе участники дискуссии угадывают личности знаменитостей, интерпретируя подсказки, предоставляемые им на протяжении каждого сезона (участники дискуссии сменяются в каждом сезоне).
Чтобы их личности не были раскрыты до выхода в эфир каждого предварительно записанного эпизода, программа широко использует кодовые имена, маскировку, соглашения о неразглашении и команду охранников. Производственной группе не рекомендуется пользоваться телефонами во время съемок, а все зрители проходят через металлоискатель, доставать телефоны во время съемок строго запрещено.

## Производство
Идея проекта взята у южнокорейского телешоу King of Mask Singer, премьера которого состоялась в феврале 2015 года. В январе 2019 году шоу было адаптировано в США и имело огромный успех, поэтому вскоре мексиканский телеканал Las Estrellas сообщил, что на стадии подготовки находится мексиканская адаптация этого телешоу с датой премьеры 1 сезона 25 августа того же, 2019-го года. Ведущим проекта был назначен мексиканский актер Омар Чапарро.
Шоу имело неимоверный успех, и уже через некоторое время после финала 1 сезона Las Estrellas сообщил, что проект продлён на 2 сезон.
Всего на данный момент у шоу вышло 5 сезонов, финал 5, самого последнего на данный момент, сезона состоялся 17 декабря 2023 года. 6 сезон находится под вопросом.

## Правила
В каждом эпизоде на сцену выходят различные мексиканские знаменитости, переодетые в сложные, красивые и невероятные костюмы, которые скрывают их личность. Большую часть времени знаменитости говорят через модулятор голоса, который меняет их голос до неузнаваемости. Настоящий голос знаменитостей слышен лишь во время их выступлений и после снятия маски. Также перед каждым выступлением маски дают различные подсказки о себе, с помощью которых зрители и члены жюри получат версии, кто может скрываться под маской. В финале выпуска проходит голосование, с помощью которого зрители решают, кто должен остаться в проекте, а кому пришло время отправиться домой.
Победитель шоу получает кубок и денежный приз.

## Список Сезонов
| Сезон | Кол-во Участников | Кол-во Эпизодов | Выход(ил) в эфир             | 1-е Место                     | 2-е Место                      | 3-е Место                   |
| ----- | ----------------- | --------------- | ---------------------------- | ----------------------------- | ------------------------------ | --------------------------- |
| 1     | 16                | 8               | 25 августа — 13 октября 2019 | Вадхир Дербес - Хамелеон      | Патрисия Мантерола - Сипуха    | Марио Баутиста - Зебра      |
| 2     | 18                | 10              | 11 октября — 13 декабря 2020 | Мария Леон - Диско-Шар        | Пати Канту - Енот              | Эден Муньос - Белый Медведь |
| 3     | 18                | 10              | 10 октября — 19 декабря 2021 | Kalimba - Апач                | Гала Монтес - Цыганка          | Эмилио Осорио - Яйцо        |
| 4     | 18                | 10              | 16 октября — 18 декабря 2022 | JNS - Ящик Овощей             | Ана Барбара - Дракон           | Рикардо Маргалеф - Куча     |
| 5     | 19                | 10              | 15 октября — 17 декабря 2023 | Барбара де Реджиль - Дикобраз | Карлос Бауте - Детёныш Монстра | Габриэль Монтьель - Ягуар   |

## 1 Сезон
Премьера 1 Сезона телепроекта «Певец в Маске Мексика» состоялась на телеканале Las Estrellas 25 августа 2019 года. Финал состоялся 13 октября того же года. Ведущим проекта стал актер и комик Омар Чапарро. Членами жюри были назначены актер и комик Адриан Урибе, певица Yuri, актриса и комедиантка Консуэло Дуваль и певец Карлос Ривера.
Список Участников :
| Персонаж  | Знаменитость         | Профессия             | Эпизоды | Эпизоды | Эпизоды | Эпизоды | Эпизоды | Эпизоды | Эпизоды | Эпизоды |
| Персонаж  | Знаменитость         | Профессия             | 1       | 2       | 3       | 4       | 5       | 6       | 7       | 8       |
| --------- | -------------------- | --------------------- | ------- | ------- | ------- | ------- | ------- | ------- | ------- | ------- |
| Хамелеон  | Вадхир Дербес        | актер, певец          |         |         |         |         |         |         |         |         |
| Сипуха    | Патрисия Мантерола   | актриса, модель       |         |         |         |         |         |         |         |         |
| Зебра     | Марио Баутиста       | интернет-знаменитость |         |         |         |         |         |         |         |         |
| Монстр    | Мишель Родригес      | актриса, комедиантка  |         |         |         |         |         |         |         |         |
| Кролик    | Наталья Соса         | актриса, певица       |         |         |         |         |         |         |         |         |
| Лиса      | Рехина Бландон       | актриса кино и ТВ     |         |         |         |         |         |         |         |         |
| Минотавр  | Алан Ибарра          | актер, певец          |         |         |         |         |         |         |         |         |
| Марсианин | Хосе Мануэль Фигероа | певец, автор песен    |         |         |         |         |         |         |         |         |
| Кошка     | Ильзе Оливо          | певица, актриса       |         |         |         |         |         |         |         |         |
| Катрина   | Росио Банкельс       | актриса, певица       |         |         |         |         |         |         |         |         |
| Рыба      | Стефани Кайо         | певица, автор песен   |         |         |         |         |         |         |         |         |
| Орёл      | Лауреано Брисуэла    | певец, музыкант       |         |         |         |         |         |         |         |         |
| Шмель     | Клаудио Ярто         | певец, музыкант       |         |         |         |         |         |         |         |         |
| Панда     | Алехандро Суарес     | актер, комик          |         |         |         |         |         |         |         |         |
| Петух     | Мойсес Муньос        | футболист, вратарь    |         |         |         |         |         |         |         |         |
| Олень     | Джонни Лозада        | певец, телеведущий    |         |         |         |         |         |         |         |         |

 Участник стал победителем шоу
 Участник занял второе место
 Участник занял третье место
 Участник прошёл дальше
 Участник стал номинантом на выбывание, но остался в шоу
 Участник покинул шоу и раскрыл свою личность
 Участник не принимал участие в этом эпизоде

## 2 Сезон
Премьера 2 сезона телепроекта «Певец в Маске Мексика» состоялась на телеканале Las Estrellas 11 октября 2020 года. Финал состоялся 13 декабря того же года. Омар Чапарро, Yuri, Консуэло Дуваль и Карлос Ривера вернулись на роли ведущего и членов жюри. Адриан Урибе не смог вернуться на роль жюри и был заменён актером и моделью Хуанпой Зуритой. 
Из-за Пандемии COVID-19 производство сезона было временно приостановлено, но вскоре вновь возобновилось.
Также в этом сезоне впервые появляется маска, название и внешний вид которой почти полностью копирует маску из предыдущего сезона ( Монстр 2, который является почти полной копией Монстра из 1 сезона ). 
Список Участников :
| Персонаж      | Знаменитость             | Профессия                | Эпизоды | Эпизоды | Эпизоды | Эпизоды | Эпизоды | Эпизоды | Эпизоды | Эпизоды | Эпизоды | Эпизоды |
| Персонаж      | Знаменитость             | Профессия                | 1       | 2       | 3       | 4       | 5       | 6       | 7       | 8       | 9       | 10      |
| ------------- | ------------------------ | ------------------------ | ------- | ------- | ------- | ------- | ------- | ------- | ------- | ------- | ------- | ------- |
| Диско-Шар     | Мария Леон               | певица, танцовщица       |         |         |         |         |         |         |         |         |         |         |
| Енот          | Пати Канту               | певица, актриса          |         |         |         |         |         |         |         |         |         |         |
| Белый Медведь | Эден Муньос              | певец, автор песен       |         |         |         |         |         |         |         |         |         |         |
| Зомби         | Джесси Уэрта             | гитарист, автор песен    |         |         |         |         |         |         |         |         |         |         |
| Слон          | Лаура Флорес             | актриса, телеведущая     |         |         |         |         |         |         |         |         |         |         |
| Единорог      | Кассандра Санчез Наварро | актриса кино и ТВ        |         |         |         |         |         |         |         |         |         |         |
| Павлин        | Мане де ла Парра         | певец, актер             |         |         |         |         |         |         |         |         |         |         |
| Перец         | Алан Эстрада             | актер, танцор            |         |         |         |         |         |         |         |         |         |         |
| Цербер        | Эль Эскорпион Дорадо     | интернет-знаменитость    |         |         |         |         |         |         |         |         |         |         |
| Ксоло         | Арат де ла Торре         | актер, комик             |         |         |         |         |         |         |         |         |         |         |
| Пантера       | Кристиан Чавес           | певец, автор песен       |         |         |         |         |         |         |         |         |         |         |
| Эльф          | Роммель Пачеко           | прыгун в воду, спортсмен |         |         |         |         |         |         |         |         |         |         |
| Черепаха      | Браулио Луна             | футболист, полузащитник  |         |         |         |         |         |         |         |         |         |         |
| Кукла         | Нат Кампос               | актриса, инфлюенсер      |         |         |         |         |         |         |         |         |         |         |
| Медуза        | Dulce                    | певица, актриса          |         |         |         |         |         |         |         |         |         |         |
| Банан         | Марджори де Соуса        | актриса, модель          |         |         |         |         |         |         |         |         |         |         |
| Крыса         | Мариана Сеоане           | актриса, певица          |         |         |         |         |         |         |         |         |         |         |
| Монстр 2      | Альфонсо де Нигрис       | актер, телеведущий       |         |         |         |         |         |         |         |         |         |         |

 Участник стал победителем шоу
 Участник занял второе место
 Участник занял третье место
 Участник прошёл дальше
 Участник стал номинантом на выбывание, но остался в шоу
 Участник покинул шоу и раскрыл свою личность
 Участник не принимал участие в этом эпизоде

## 3 Сезон
Премьера 3 сезона телепроекта «Певец в Маске Мексика» состоялась на телеканале Las Estrellas 10 октября 2021 года. Финал состоялся 19 декабря того же года. Yuri,  Карлос Ривера и Хуанпа Зурита вернулись на роли членов жюри. 
Консуэло Дуваль не смогла вернуться на роль члена жюри и была заменена актрисой и сценаристом Моникой Уарте. 
По неизвестным причинам ведущий 2-х предыдущих сезонов Омар Чапарро не смог вернуться на роль ведущего, его место занял бывший член жюри 1-го сезона  Адриан Урибе.
Список Участников :
| Персонаж            | Знаменитость        | Профессия                     | Эпизоды | Эпизоды | Эпизоды | Эпизоды | Эпизоды | Эпизоды | Эпизоды | Эпизоды | Эпизоды | Эпизоды |
| Персонаж            | Знаменитость        | Профессия                     | 1       | 2       | 3       | 4       | 5       | 6       | 7       | 8       | 9       | 10      |
| ------------------- | ------------------- | ----------------------------- | ------- | ------- | ------- | ------- | ------- | ------- | ------- | ------- | ------- | ------- |
| Апач                | Kalimba             | певец, актер                  |         |         |         |         |         |         |         |         |         |         |
| Цыганка             | Гала Монтес         | актриса, певица               |         |         |         |         |         |         |         |         |         |         |
| Яйцо                | Эмилио Осорио       | актер, певец                  |         |         |         |         |         |         |         |         |         |         |
| Ленивец             | Эрик Рубин          | музыкант, певец               |         |         |         |         |         |         |         |         |         |         |
| Плотоядное Растение | Tatiana             | актриса, телеведущая          |         |         |         |         |         |         |         |         |         |         |
| Андроид             | Сандра Эчеверриа    | актриса, певица               |         |         |         |         |         |         |         |         |         |         |
| Лев                 | Дульсе Мария        | певица, поэтесса              |         |         |         |         |         |         |         |         |         |         |
| Жаба                | Ноэль Шайрис        | певец, автор песен            |         |         |         |         |         |         |         |         |         |         |
| Сова                | Карлос Понсе        | актер, певец                  |         |         |         |         |         |         |         |         |         |         |
| Йети                | Мария дель Соль     | певица, актриса               |         |         |         |         |         |         |         |         |         |         |
| Русалка             | Лорена Эррера       | актриса, певица               |         |         |         |         |         |         |         |         |         |         |
| Хот-Дог             | Эммануэль Паломарес | актер, модель                 |         |         |         |         |         |         |         |         |         |         |
| Опоссум             | Faisy               | актер, телеведущий            |         |         |         |         |         |         |         |         |         |         |
| Муравей             | Адриана Монсальве   | спорт. комментатор, журналист |         |         |         |         |         |         |         |         |         |         |
| Красная Шапочка     | Kunno               | блогер, певец                 |         |         |         |         |         |         |         |         |         |         |
| Собака              | Рикардо Лопес       | бывший боксер                 |         |         |         |         |         |         |         |         |         |         |
| Улитка              | Паола Эспиноса      | прыгунья в воду               |         |         |         |         |         |         |         |         |         |         |
| Брокколи            | Маурисио Гарса      | актер, комик                  |         |         |         |         |         |         |         |         |         |         |

 Участник стал победителем шоу
 Участник занял второе место
 Участник занял третье место
 Участник прошёл дальше
 Участник стал номинантом на выбывание, но остался в шоу
 Участник покинул шоу и раскрыл свою личность
 Участник не принимал участие в этом эпизоде

## 4 Сезон
Премьера 4 сезона телепроекта «Певец в Маске Мексика» состоялась на телеканале Las Estrellas 16 октября 2022 года. Финал состоялся 18 декабря того же года. Yuri,  Карлос Ривера и Хуанпа Зурита вернулись на роли членов жюри. Также на роль ведущего вновь вернулся Омар Чапарро. 
Моника Уарте не смогла вернуться на роль члена жюри и была заменена актрисой и телеведущей Галилейей Монтихо.
Также в этом сезоне впервые в истории проекта появляется группа масок (Ящик Овощей - JNS).
Список Участников :
| Персонаж          | Знаменитость      | Профессия           | Эпизоды | Эпизоды | Эпизоды | Эпизоды | Эпизоды | Эпизоды | Эпизоды | Эпизоды | Эпизоды | Эпизоды |
| Персонаж          | Знаменитость      | Профессия           | 1       | 2       | 3       | 4       | 5       | 6       | 7       | 8       | 9       | 10      |
| ----------------- | ----------------- | ------------------- | ------- | ------- | ------- | ------- | ------- | ------- | ------- | ------- | ------- | ------- |
| Ящик Овощей       | JNS               | муз. группа         |         |         |         |         |         |         |         |         |         |         |
| Дракон            | Ана Барбара       | певица, автор песен |         |         |         |         |         |         |         |         |         |         |
| Куча              | Рикардо Маргалеф  | актер, режиссер     |         |         |         |         |         |         |         |         |         |         |
| Космическая Коала | Эль Компайито     | ручная марионетка   |         |         |         |         |         |         |         |         |         |         |
| Гавайская Маска   | Биби Гайтан       | актриса, певица     |         |         |         |         |         |         |         |         |         |         |
| Тигр              | Роман Торрес      | певец, гитарист     |         |         |         |         |         |         |         |         |         |         |
| Аист              | Иран Кастильо     | актриса, певица     |         |         |         |         |         |         |         |         |         |         |
| Граффити          | Бето Куэвас       | певец, автор песен  |         |         |         |         |         |         |         |         |         |         |
| Страус            | Пабло Монтеро     | певец, композитор   |         |         |         |         |         |         |         |         |         |         |
| Далматинец        | Фернанда Мид      | певица, автор песен |         |         |         |         |         |         |         |         |         |         |
| Ковбой            | Хосе Рон          | актер театра и кино |         |         |         |         |         |         |         |         |         |         |
| Робот             | Диего Шёнинг      | певец, актер        |         |         |         |         |         |         |         |         |         |         |
| Кактус            | Фернандо Каррильо | актер, модель       |         |         |         |         |         |         |         |         |         |         |
| Подушка           | Litzy             | певица, актриса     |         |         |         |         |         |         |         |         |         |         |
| Кукуруза          | Pee Wee           | певец, автор песен  |         |         |         |         |         |         |         |         |         |         |
| Фараон            | Адриан Урибе      | актер, комик        |         |         |         |         |         |         |         |         |         |         |
| Метла             | Мариана Хуарес    | проф. боксер        |         |         |         |         |         |         |         |         |         |         |
| Осьминог          | Леле Понс         | актриса, блогер     |         |         |         |         |         |         |         |         |         |         |

 Участник стал победителем шоу
 Участник занял второе место
 Участник занял третье место
 Участник прошёл дальше
 Участник стал номинантом на выбывание, но остался в шоу
 Участник покинул шоу и раскрыл свою личность
 Участник не принимал участие в этом эпизоде

## 5 Сезон
Премьера 5 сезона телепроекта «Певец в Маске Мексика» состоялась на телеканале Las Estrellas 15 октября 2023 года. Финал состоялся 17 декабря того же года. Омар Чапарро, Yuri, Карлос Ривера и Хуанпа Зурита вернулись на роли ведущего и членов жюри. 
Галилея Монтихо не смогла вернуться на роль члена жюри и была заменена актрисой и продюсером Мартой Игаредой.
Также в этом сезоне появляется уже 3 маска Монстра в истории проекта, а именно Детёныш Монстра, который является детской версией двух предыдущих Монстров шоу, Монстра из 1 сезона и Монстра 2 из 2 сезона. 
Список Участников :
| Персонаж          | Знаменитость           | Профессия             | Эпизоды | Эпизоды | Эпизоды | Эпизоды | Эпизоды | Эпизоды | Эпизоды | Эпизоды | Эпизоды | Эпизоды |
| Персонаж          | Знаменитость           | Профессия             | 1       | 2       | 3       | 4       | 5       | 6       | 7       | 8       | 9       | 10      |
| ----------------- | ---------------------- | --------------------- | ------- | ------- | ------- | ------- | ------- | ------- | ------- | ------- | ------- | ------- |
| Дикобраз          | Барбара де Реджиль     | актриса, модель       |         |         |         |         |         |         |         |         |         |         |
| Детёныш Монстра   | Карлос Бауте           | певец, телеведущий    |         |         |         |         |         |         |         |         |         |         |
| Ягуар             | Габриэль Монтьель      | интернет-знаменитость |         |         |         |         |         |         |         |         |         |         |
| Скелет            | Йорди Росадо           | телеведущий, актер    |         |         |         |         |         |         |         |         |         |         |
| Торт              | Ивонна Монтеро         | актриса, певица       |         |         |         |         |         |         |         |         |         |         |
| Зубы              | Пол Стэнли             | актер, телеведущий    |         |         |         |         |         |         |         |         |         |         |
| Лама              | Алехандра Эспиноса     | телеведущая, актриса  |         |         |         |         |         |         |         |         |         |         |
| Фея               | Мариазель Олле Казальс | актриса, телеведущая  |         |         |         |         |         |         |         |         |         |         |
| Зефир             | Кика Эдгар             | актриса, певица       |         |         |         |         |         |         |         |         |         |         |
| Бамперные Машинки | Magneto                | муз. группа           |         |         |         |         |         |         |         |         |         |         |
| Оса               | Шанталь Андере         | актриса, певица       |         |         |         |         |         |         |         |         |         |         |
| Сардина           | Даниэль Эльбитар       | актер, певец          |         |         |         |         |         |         |         |         |         |         |
| Намасте           | Эрнесто Д’Алессио      | актер, певец          |         |         |         |         |         |         |         |         |         |         |
| Игровой Автомат   | Никола Порцелла        | бывший футболист      |         |         |         |         |         |         |         |         |         |         |
| Малыш Пришелец    | Дрейк Белл             | актер, гитарист       |         |         |         |         |         |         |         |         |         |         |
| Колдунья          | Лорена де ла Гарса     | актриса, комедиантка  |         |         |         |         |         |         |         |         |         |         |
| Игрушка           | Хорхе Муньис           | актер, комик          |         |         |         |         |         |         |         |         |         |         |
| Подсолнух         | Кристиан де ла Фуэнте  | актер, продюсер       |         |         |         |         |         |         |         |         |         |         |
| Чудо              | Ирма Эрнандес          | певица, вокалистка    |         |         |         |         |         |         |         |         |         |         |

 Участник стал победителем шоу
 Участник занял второе место
 Участник занял третье место
 Участник прошёл дальше
 Участник стал номинантом на выбывание, но остался в шоу
 Участник покинул шоу и раскрыл свою личность
 Участник не принимал участие в этом эпизоде